# Claus Achton Friis
Claus Achton Friis (* 4. April 1917 in Frederiksberg; † 21. März 1999 in Kopenhagen-Lyngby) war ein dänischer Architekt, Grafiker und Briefmarkenkünstler.
Er war der Sohn des dänischen Grönlandforschers und Malers Johannes Achton Friis und der Violinistin Martha Elster. Bekannt wurde er durch seine Gestaltung des Königlichen Wappen Dänemarks im Jahr 1972. Die meisten Entwürfe für die Wappen der früheren Gemeinden Grönlands stammen ebenfalls von ihm. Zu seinen weiteren Arbeiten gehörten Briefmarken, Buchumschläge usw. 